# (13677) Alvin
(13677) Alvin est un astéroïde de la ceinture principale.

## Description
(13677) Alvin est un astéroïde de la ceinture principale. Il fut découvert le 2 juillet 1997 à Kitt Peak par le projet Spacewatch. Il présente une orbite caractérisée par un demi-grand axe de 3,14 UA, une excentricité de 0,09 et une inclinaison de 2,1° par rapport à l'écliptique.

## Compléments